# Färöischer Fußballpokal der Frauen 2005
Der Färöische Fußballpokal der Frauen 2005 fand zwischen dem 10. April und 2. Juli 2005 statt und wurde zum 16. Mal ausgespielt. Im Endspiel, welches im Tórsvøllur-Stadion in Tórshavn auf Naturrasen ausgetragen wurde, siegte B36 Tórshavn mit 1:0 gegen Titelverteidiger KÍ Klaksvík.
B36 Tórshavn und KÍ Klaksvík belegten in der Meisterschaft die Plätze zwei und eins. Mit MB Miðvágur erreichte ein Zweitligist das Halbfinale.
Für B36 Tórshavn war es der sechste Sieg bei der siebten Finalteilnahme, für KÍ Klaksvík die fünfte Niederlage bei der neunten Finalteilnahme.

## Teilnehmer
Teilnahmeberechtigt waren folgende acht A-Mannschaften der ersten und zweiten Liga:
| 1. Deild                                                            | 2. Deild             |
| AB Argir B36 Tórshavn EB/Streymur FS Vágar 2004 GÍ Gøta KÍ Klaksvík | MB Miðvágur VB/Sumba |

## Modus
Alle Runden wurden im K.-o.-System ausgetragen.

## Viertelfinale
Die Viertelfinalpartien fanden am 10. April statt.
|               | Ergebnis  |             |
| ------------- | --------- | ----------- |
| B36 Tórshavn  | 4:0 (2:0) | AB Argir    |
| EB/Streymur   | 1:3 (0:2) | KÍ Klaksvík |
| FS Vágar 2004 | 1:3 (1:1) | GÍ Gøta     |
| VB/Sumba      | 1 w/o 1   | MB Miðvágur |

## Halbfinale
Die Hinspiele im Halbfinale fanden am 5. Mai statt, die Rückspiele am 26. Juni.
|             | Gesamt  |              | Hinspiel  | Rückspiel |
| ----------- | ------- | ------------ | --------- | --------- |
| GÍ Gøta     | 2:10    | B36 Tórshavn | 0:6 (0:4) | 2:4 (1:2) |
| KÍ Klaksvík | 1 w/o 1 | MB Miðvágur  |           |           |

## Finale
| Paarung        | KÍ Klaksvík – B36 Tórshavn |
| Ergebnis       | 0:1 (0:1) |
| Datum          | 2. Juli 2005 |
| Stadion        | Tórsvøllur, Tórshavn |
| Schiedsrichter | Edvard Højgaard (Runavík) |
| Tore           | 0:1 Rakul N. Joensen (20.) |
| KÍ Klaksvík    | Randi Wardum – Birgit Ryan, Ann Olsen, Annelisa Justesen, Paula Mikkelsen – Bára S. Klakstein, Vivian Bjartalíð, Elsa Maria Simonsen, Rannvá B. Andreasen – Malena Josephsen , Maria Ziskason (46. Una Olsen) Cheftrainer: Jón Harald Poulsen                          |
| B36 Tórshavn   | Laila Jespersen – Durita Rouch, Unn J. Kragesteen – Rannvá Augustinussen , Maria Vang Justinussen, Sólvá Joensen, Ása H. Christiansen (75. Joan J. Simonsen) – Ása Dam á Neystabø, Súsanna Maria Hansen, Rakul N. Joensen, Halltóra Joensen Cheftrainer: Jacob Thomsen |
| Gelbe Karten   | Vivian Bjartalíð, Birgit Ryan, Rannvá B. Andreasen – Rannvá Augustinussen, Súsanna Maria Hansen |

## Torschützenliste
Bei gleicher Anzahl von Treffern sind die Spielerinnen nach dem Nachnamen alphabetisch geordnet.
| Platz | Spieler             | Verein       | Tore |
| ----- | ------------------- | ------------ | ---- |
| 1     | Halltóra Joensen    | B36 Tórshavn | 03   |
| 1     | Ása Dam á Neystabø  | B36 Tórshavn | 03   |
| 3     | Ása H. Christiansen | B36 Tórshavn | 02   |
| 3     | Mary-Ann Isaksen    | GÍ Gøta      | 02   |
| 3     | Rakul N. Joensen    | B36 Tórshavn | 02   |
| 3     | Elsebeth Jónsson    | B36 Tórshavn | 02   |